# Chen Yan (nuotatrice 1979)
Chen Yan (陳艷T; Nanchino, 2 maggio 1979) è un'ex nuotatrice cinese.

## Carriera
Fortemente specializzata nel dorso, può vantare la medaglia di bronzo conquistata nella staffetta 4x100m misti, partecipando però solo in batteria, alle Olimpiadi di Atlanta 1996.
Nel 1998, ai XIII Giochi asiatici, venne trovata positiva a un controllo antidoping e squalificata per quattro anni.

## Palmarès
- Giochi olimpici

Atlanta 1996: bronzo nella 4x100m misti.
- Mondiali in vasca corta:

Göteborg 1997: oro nei 200m e argento nei 100m dorso.